# Fonters-du-Razès
Fonters-du-Razès (okzitanisch: Fonters) ist eine Gemeinde mit 74 Einwohnern (Stand: 1. Januar 2022) im Westen des Départements Aude in der südfranzösischen Region Okzitanien (vor 2016: Languedoc-Roussillon). Die Gemeinde gehört zum Arrondissement Carcassonne und zum Kanton La Piège au Razès. Die Einwohner werden Fonterais genannt.

## Lage
Fonters-du-Razès liegt etwa 32 Kilometer westlich von Carcassonne. Durch die Gemeinde fließt der Hers-Mort. Umgeben wird Fonters-du-Razès von den Nachbargemeinden Villeneuve-la-Comptal im Norden, Fendeille im Norden und Nordosten, Mireval-Lauragais im Nordosten und Osten, Laurac im Osten, Generville im Süden, Saint-Amans im Südwesten und Westen sowie Payra-sur-l’Hers im Westen und Nordwesten.

## Bevölkerungsentwicklung
| Jahr                       | 1962 | 1968 | 1975 | 1982 | 1990 | 1999 | 2006 | 2019 |
| Einwohner                  | 92   | 88   | 81   | 74   | 68   | 90   | 90   | 79   |
| Quellen: Cassini und INSEE |      |      |      |      |      |      |      |      |

## Sehenswürdigkeiten
- Kirche Saint-Christol aus dem 11. Jahrhundert, Monument historique seit 1948

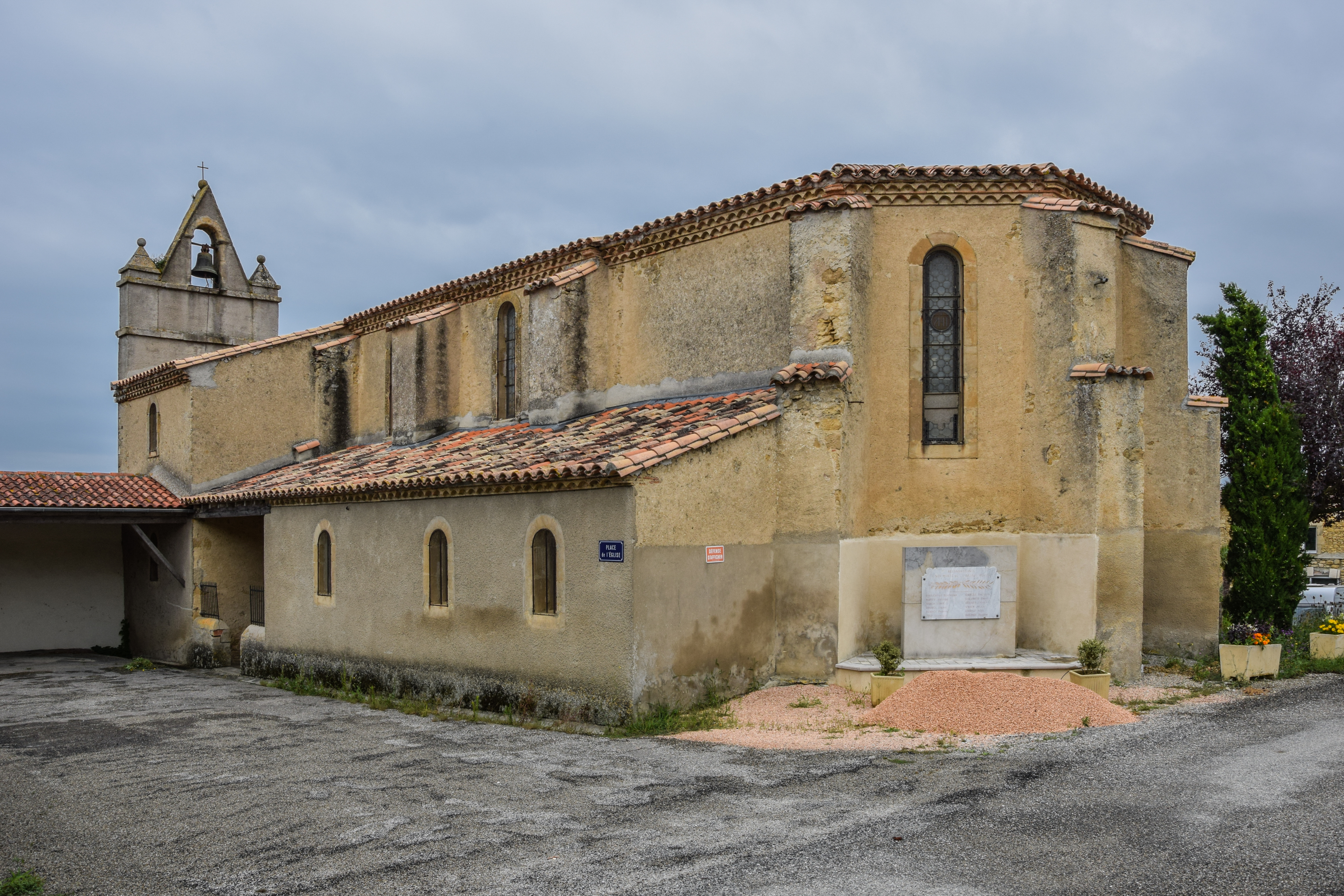
Kirche Saint-Christol